# Wahlen zum Senat der Vereinigten Staaten 1898 und 1899
Die Wahlen zum Senat der Vereinigten Staaten 1898 und 1899 zum 56. Kongress der Vereinigten Staaten fanden zu verschiedenen Zeitpunkten statt. Es waren die Halbzeitwahlen (engl. midterm election) in der Mitte von William McKinleys erster Amtszeit. Vor der Verabschiedung des 17. Zusatzartikels wurden die Senatoren nicht direkt gewählt, sondern von den Parlamenten der Bundesstaaten bestimmt.
Zur Wahl standen 30 Senatssitze der Klasse I, deren Inhaber 1892 und 1893 für eine Amtszeit von sechs Jahren gewählt worden oder später nachgerückt waren. Zusätzlich fanden Nachwahlen für einen dieser Sitze und einen der Klasse III statt. Bei den Nachwahlen konnten die Republikaner einen bisher vakanten Sitz gewinnen und einen weiteren halten.
Von den 30 regulär zur Wahl stehenden Sitzen waren 15 von Demokraten, elf von Republikanern, zwei Populisten (People’s Party) und jeweils einer von den Silber-Republikanern und der Silver Party besetzt. 14 Amtsinhaber wurden wiedergewählt, vier Demokraten, neun Republikaner und ein Vertreter der Silver Party. Die Demokraten und die Republikaner konnten jeweils einen weiteren Sitz halten. Die Demokraten konnten einen Sitz der Silber-Republikaner gewinnen, verloren aber sieben an die Republikaner. Die Demokraten verloren drei, die Populisten, Republikaner und Silber-Republikaner jeweils einen Sitz, weil die Parlamente in Delaware, Florida, Kalifornien, Nebraska, Pennsylvania und Utah nicht auf Kandidaten einigen konnten. Bei Nachwahlen konnten die Republikaner einen der vakanten Sitze gewinnen, der gewählte Senator starb aber, bevor er seinen Sitz einnehmen konnte. Damit konnten die Republikaner ihre relative Mehrheit, die am Ende des 55. Kongresses bei 44 gegen 34 Demokraten, fünf Populisten, fünf Silber-Republikaner und zwei Vertretern der Silver Party gelegen hatte, auf eine absolute Mehrheit von 50 Republikaner gegen 26 Demokraten, vier Populisten, drei Silber-Republikaner und zwei Vertretern der Silver Party ausbauen.
Zu Veränderungen nach der Wahl siehe auch Liste der Mitglieder des Senats im 56. Kongress der Vereinigten Staaten.

## Ergebnisse

### Wahlen während des 55. Kongresses
Die Gewinner dieser Wahlen wurden vor dem 4. März 1899 in den Senat aufgenommen, also während des 55. Kongresses.
| Staat  | Amtierender Senator | Partei       | Nachwahl   | Datum         | Ergebnis                   | Neuer Senator |
| ------ | ------------------- | ------------ | ---------- | ------------- | -------------------------- | ------------- |
| Ohio   | Mark Hanna, ernannt | Republikaner | Klasse I   | 12. Jan. 1898 | von Republikanern gehalten | Mark Hanna    |
| Oregon | vakant              | vakant       | Klasse III | 7. Okt. 1898  | Zugewinn Republikaner      | Joseph Simon  |

- ernannt: Senator wurde vom Gouverneur als Ersatz für einen ausgeschiedenen Senator ernannt, Nachwahl nötig.

### Wahlen zum 56. Kongress
Die Gewinner dieser Wahlen wurden am 4. März 1899 in den Senat aufgenommen, also bei Zusammentritt des 56. Kongresses. Alle Sitze dieser Senatoren gehören zur Klasse I.
| Staat         | Amtierender Senator | Partei              | Datum         | Ergebnis                    | Neuer Senator        |
| ------------- | ------------------- | ------------------- | ------------- | --------------------------- | -------------------- |
| Connecticut   | Joseph R. Hawley    | Republikaner        | 17. Jan. 1899 | wiedergewählt               | Joseph R. Hawley     |
| Delaware      | George Gray         | Demokrat            | keine Wahl    | Verlust Demokraten          | vakant               |
| Florida       | Samuel Pasco        | Demokrat            | keine Wahl    | Verlust Demokraten          | vakant               |
| Indiana       | David Turpie        | Demokrat            | 17. Jan. 1899 | Zugewinn Republikaner       | Albert J. Beveridge  |
| Kalifornien   | Stephen M. White    | Demokrat            | keine Wahl    | Verlust Demokraten          | vakant               |
| Maine         | Eugene Hale         | Republikaner        | 1899          | wiedergewählt               | Eugene Hale          |
| Maryland      | Arthur P. Gorman    | Demokrat            | 25. Jan. 1898 | Zugewinn Republikaner       | Louis E. McComas     |
| Massachusetts | Henry Cabot Lodge   | Republikaner        | 1899          | wiedergewählt               | Henry Cabot Lodge    |
| Michigan      | Julius C. Burrows   | Republikaner        | 1899          | wiedergewählt               | Julius C. Burrows    |
| Minnesota     | Cushman K. Davis    | Republikaner        | 18. Jan. 1899 | wiedergewählt               | Cushman K. Davis     |
| Mississippi   | Hernando Money      | Demokrat            | Jan. 1896     | wiedergewählt               | Hernando Money       |
| Missouri      | Francis Cockrell    | Demokrat            | 19. Jan. 1899 | wiedergewählt               | Francis Cockrell     |
| Montana       | Lee Mantle          | Silber-Republikaner | 1899          | Zugewinn Demokraten         | William A. Clark     |
| Nebraska      | William V. Allen    | Populist            | keine Wahl    | Verlust Populisten          | vakant               |
| Nevada        | William M. Stewart  | Silver Party        | 24. Jan. 1899 | wiedergewählt               | William M. Stewart   |
| New Jersey    | James Smith         | Demokrat            | 24. Jan. 1899 | Zugewinn Republikaner       | John Kean            |
| New York      | Edward Murphy       | Demokrat            | 17. Jan. 1899 | Zugewinn Republikaner       | Chauncey Depew       |
| North Dakota  | William N. Roach    | Demokrat            | 20. Jan. 1899 | Zugewinn Republikaner       | Porter J. McCumber   |
| Ohio          | Mark Hanna          | Republikaner        | 12. Jan. 1898 | wiedergewählt               | Mark Hanna           |
| Pennsylvania  | Matthew Quay        | Republikaner        | keine Wahl    | Verlust Republikaner        | vakant               |
| Rhode Island  | Nelson W. Aldrich   | Republikaner        | 1898          | wiedergewählt               | Nelson W. Aldrich    |
| Tennessee     | William B. Bate     | Demokrat            | 1899          | wiedergewählt               | William B. Bate      |
| Texas         | Roger Q. Mills      | Demokrat            | 24. Jan. 1899 | von Demokraten gehalten     | Charles A. Culberson |
| Utah          | Frank J. Cannon     | Silber-Republikaner | keine Wahl    | Verlust Silber-Republikaner | vakant               |
| Vermont       | Redfield Proctor    | Republikaner        | 19. Okt. 1898 | wiedergewählt               | Redfield Proctor     |
| Virginia      | John W. Daniel      | Demokrat            | 1899          | wiedergewählt               | John W. Daniel       |
| Washington    | John L. Wilson      | Republikaner        | 1. Feb. 1899  | von Republikanern gehalten  | Addison G. Foster    |
| West Virginia | Charles J. Faulkner | Demokrat            | 25. Jan. 1899 | Zugewinn Republikaner       | Nathan B. Scott      |
| Wisconsin     | John L. Mitchell    | Demokrat            | 31. Jan. 1899 | Zugewinn Republikaner       | Joseph V. Quarles    |
| Wyoming       | Clarence D. Clark   | Republikaner        | 24. Jan. 1899 | wiedergewählt               | Clarence D. Clark    |

- wiedergewählt: ein gewählter Amtsinhaber wurde wiedergewählt.

### Wahlen während des 56. Kongresses
Die Gewinner dieser Wahlen wurden nach dem 4. März 1899 in den Senat aufgenommen, also während des 56. Kongresses. In Virginia fand vorzeitig die Wahl für die am 4. März 1901 beginnende Amtszeit statt.
| Staat    | Amtierender Senator   | Partei   | Nachwahl  | Datum         | Ergebnis                | Neuer Senator     |
| -------- | --------------------- | -------- | --------- | ------------- | ----------------------- | ----------------- |
| Florida  | Samuel Pasco, ernannt | Demokrat | Klasse I  | 19. Apr. 1899 | von Demokraten gehalten | James Taliaferro  |
| Nebraska | vakant                | vakant   | Klasse I  | 8. März 1899  | Zugewinn Republikaner   | Monroe L. Hayward |
| Virginia | Thomas S. Martin      | Demokrat | Klasse II | 19. Dez. 1899 | wiedergewählt           | Thomas S. Martin  |

## Einzelstaaten
In allen Staaten wurden die Senatoren durch die Parlamente gewählt, wie durch die Verfassung der Vereinigten Staaten vor der Verabschiedung des 17. Zusatzartikels vorgesehen. Das Wahlverfahren bestimmten die Staaten selbst, war daher von Staat zu Staat unterschiedlich. Teilweise ergibt sich aus den Quellen nur, wer gewählt wurde, aber nicht wie.
Das Fourth Party System der Parteien in den Vereinigten Staaten bestand aus der Demokratischen Partei, die hauptsächlich in den Südstaaten stark waren, sowie der gemäßigt abolitionistischen, im Norden verankerten Republikanischen Partei. Zeitweise konnten auch die Silver Party, die Silver Republican Party und die Populist Party (People’s Party) Senatoren stellen.